# Этеридж, Джемма
Джемма Этеридж OAM (англ. Gemma Etheridge, родилась 1 декабря 1986 года в Тэмуорте) — австралийская полупрофессиональная регбистка, выступающая на позиции нападающей за женскую сборную Австралии по регби-7. Олимпийская чемпионка по регби-7 2016 года.

## Карьера игрока
Выступает на клубном уровне за любительскую команду «Трайб». Дебютировала за сборную по регби-7 в ноябре 2012 года. С ноября 2015 года Этеридж — первая регбистка-член Совета ассоциации игроков в регби (RUPA). В марте 2016 года Этеридж получила серьёзную травму колена, однако после успешной операции достаточно быстро восстановилась и попала в заявку сборной Австралии по регби-7 на Олимпийские игры в Рио-де-Жанейро (игровой номер 4). На турнире она провела одну реализацию в матче против сборной Колумбии, а австралийская команда победила новозеландок в финале и завоевала олимпийское золото в этом виде спорта. Как олимпийская чемпионка, 26 января 2017 года в День Австралии Этеридж была награждена Медалью Ордена Австралии.

## Личная жизнь
Есть сестра-близнец Никки, также регбистка. Джемма проживает в городе Тувумба, работает на ферме и ухаживает за домашними животными. По образованию — врач-радиограф. Спортивный кумир — Рафаэль Надаль.
Замужем, есть двое сыновей (Чарли и Тед).